# Aranga
Aranga és un municipi de la província de la Corunya a Galícia. Pertany a la Comarca de Betanzos. Limita amb els municipis de Guitiriz (província de Lugo), Curtis, Oza dos Ríos, Coirós, Irixoa i Monfero.
| 4.710 | 4.980 | 4.618 | 2.723 | 2.274 |
| Fonts: INE i IGE (Els criteris de registre censal variaren i les dades de l'INE i de l'IGE poden no coincidir.) |       |       |       |       |

## Parròquies
- Aranga (San Paio)
- Cambás (San Pedro)
- Feás (San Pedro)
- Muniferral (San Cristovo)
- San Vicente de Fervenzas (San Vicente)
- Vilarraso (San Lourenzo)

## Galeria d'imatges

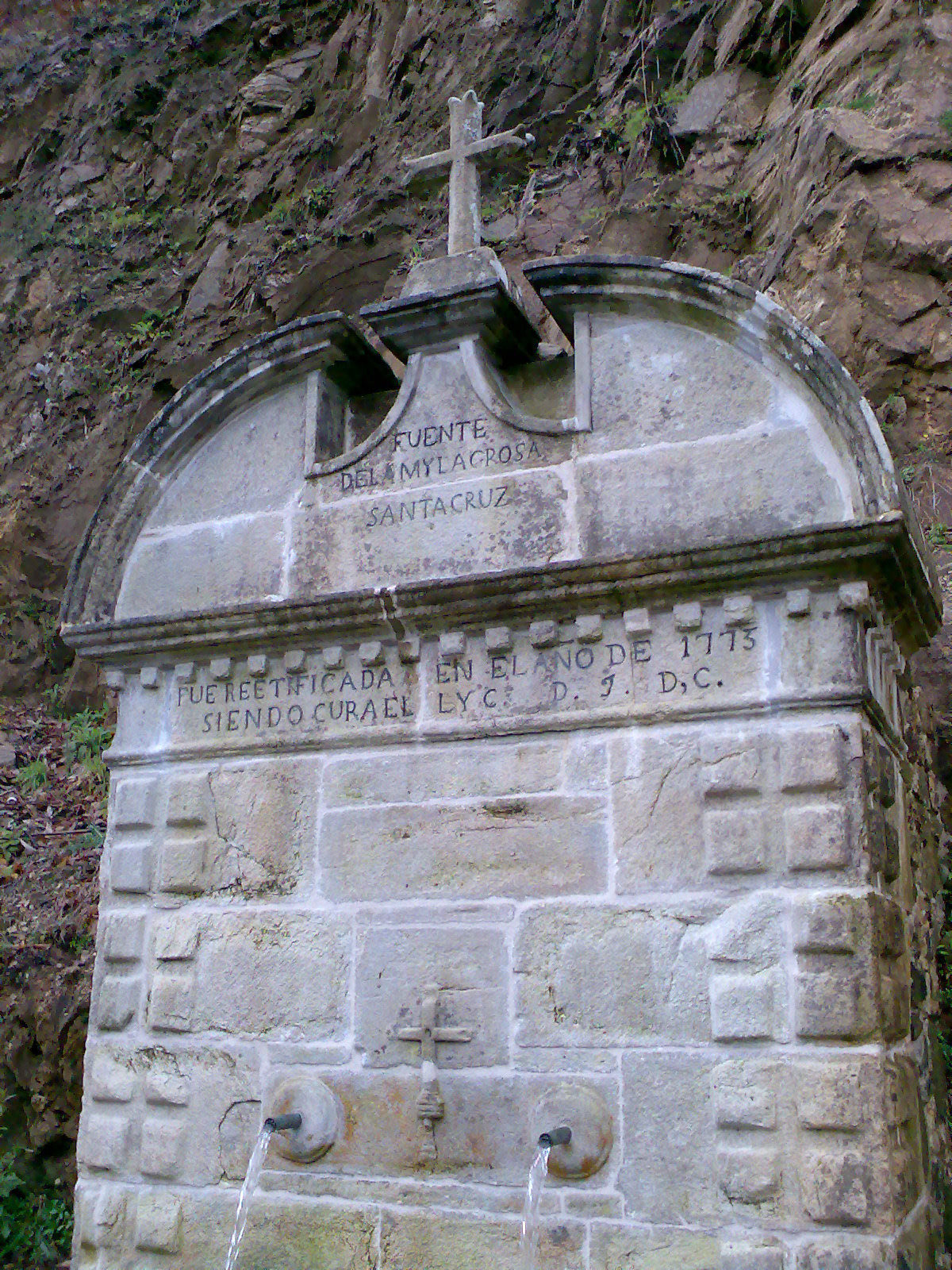
Font de Santa Cruz
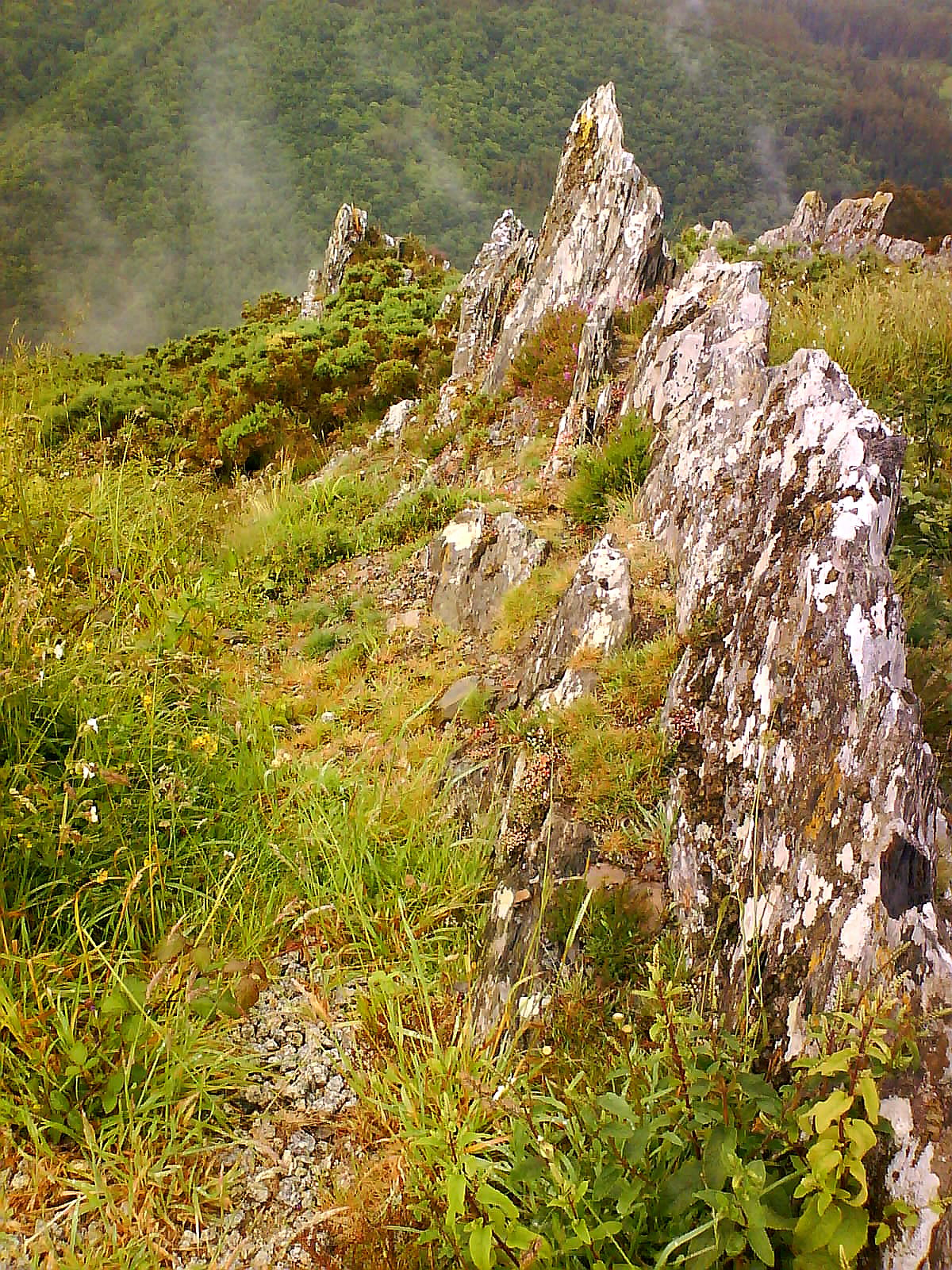
Pic